# 胡沙姆·貝克爾·阿卜丁
胡沙姆·貝克爾·阿卜丁（Hosam Bakr Abdin，1985年10月26日—）是一名埃及拳擊運動員，主攻中量級項目。他曾獲得2015年世界拳擊錦標賽男子中量級銅牌。

## 外部連結
- AIBA （页面存档备份，存于）